# Pituna
Pituna ist eine Gattung der Saisonfische aus der Familie Rivulidae und gehört zur Gruppe der Eierlegenden Zahnkarpfen. Die Arten dieser Gattung bewohnen temporäre Gewässer in den brasilianischen Flussbecken des Rio Parnaíba, Rio Xingu, Rio Araguaia und Rio Tocantins.

## Merkmale
Die Arten der Gattung Pituna unterscheiden sich von Arten der anderen Gattungen der Tribus Plesiolebiasini durch die Färbung der Männchen. Pituna unterscheiden sich von den Gattungen Maratecoara, Plesiolebias und Stenolebias durch einen metallisch schillernden Schulterfleck bei den Männchen und von Papiliolebias durch die rote Färbung im distalen Teil der Rückenflosse.

## Arten
Die Gattung Pituna umfasst folgende sechs Arten:
- Pituna brevirostrata Costa, 2007
- Pituna compacta (Myers, 1927)
- Pituna obliquoseriata Costa, 2007
- Pituna poranga Costa, 1989
- Pituna schindleri Costa, 2007
- Pituna xinguensis Costa & Nielsen, 2007